# Riserva naturale Coste Castello
La riserva naturale Coste Castello è un'area naturale protetta della regione Basilicata istituita nel 1972. La riserva occupa una superficie di 25 ettari nella provincia di Potenza.
La Riserva è interessata soprattutto a tutelate l'area circostante il Castello di Lagopesole.

## Fauna
La presenza faunistica è limitata, a causa della posizione in cui è ubicata la riserva. Animali presenti sono la volpe, il riccio, la donnola, l'istrice, il ghiro, il quercino, la vipera comune, la lucertola campestre, il saettone, il ramarro, il cervone, la civetta, l'assiolo, la poiana e il gheppio. Altre specie presenti sono la ghiandaia, l'upupa e il cuculo.

## Flora
La vegetazione boschiva è a ceduo. Si possono trovare il cerro, il carpino e l'orniello.